# Consejería de Cultura, Política Lingüística y Turismo del Principado de Asturias
La Consejería de Cultura, Política Lingüística y Turismo del Principado de Asturias (en asturiano: Conseyería de Cultura, Política Llingüística y Turismu del Principáu d'Asturies) fue una de las Consejerías del Gobierno del Principado de Asturias en la XI Legislatura creada el 24 de julio de 2019.

## Funciones
El Decreto 13/2019, de 24 de julio atribuye a la Consejería de Cultura, Política Llingüística y Turismo competencias en las siguientes materias: 
- Promoción cultural.
- Gestión de los equipamientos culturales de titularidad del Principado de Asturias.
- Protección y difusión del patrimonio cultural e histórico.
- Bibliotecas, archivos y museos.
- Deporte.
- Política lingüística y normalización.
- Turismo.

## Órganos centrales
La Consejería está compuesta por los siguientes órganos centrales a cargo de sus correspondientes responsables:
- Secretaría General Técnica: Andrea Suárez Rodríguez
  - Servicio de Asuntos Generales y apoyo técnico: Patricia González del Valle García
  - Servicio de Contratación y Tramitación Presupuestaria
- Viceconsejería de Turismo: Graciela Blanco Rodríguez
  - Servicio de Promoción, Desarrollo y Sostenibilidad Turística: Eva Fueyo Sendra
  - Servicio de Calidad e Innovación: María Isabel Ardura Montes
- Dirección General de Cultura y Patrimonio: Pablo León Gasalla
  - Servicio de Promoción Cultural, Archivos, Museos y Bibliotecas: Mª Carmen Martínez González
  - Servicio de Protección, Conservación y Difusión del Patrimonio Cultural
    - Órganos adscritos a la Dirección General de Cultura y Patrimonio
      - Archivo Histórico de Asturias
      - Biblioteca de Asturias "Ramón Pérez de Ayala"
      - Museo Arqueológico de Asturias
- Dirección General de Política Lingüística del Principado de Asturias: Antón García
  - Servicio de Normalización del uso de la lengua asturiana e investigación: Irene Arce Fernández
  - Servicio de Planificación y Conocimiento de la lengua asturiana
- Dirección General de Deporte: Beatriz Álvarez Mesa
  - Servicio de Planificación y Promoción del Deporte: María Isabel Castillo Guerrero

## Organismos autónomos
- Centro Regional de Bellas Artes: Alfonso Palacio Álvarez
- Orquesta Sinfónica del Principado de Asturias: Ana Mª Mateo Martín

## Organismos de asesoramiento y apoyo
- Consejo Asesor de Política Lingüística
- Consejo de Patrimonio Cultural de Asturias
- Consejo Asesor de Deportes del Principado de Asturias
- Junta Asesora de Toponimia del Principado de Asturias
- Consejo Asesor de Turismo
- Comisión de Inversiones con cargo al uno por ciento cultural en obras públicas.
- Comisión Asesora del Museo Barjola
- Comisión de Valoración de Bienes del Patrimonio Cultural de Asturias
- Comité Asturiano de Disciplina Deportiva

## Bienes de dominio público autonómico
- Centro Regional de Deportes y Recreación de La Morgal
- Centro de Tecnificación Deportiva de Trasona
- Instalaciones Deportivas de El Cristo
- Estación Invernal y de Montaña Valgrande-Pajares
- Estación Invernal Fuentes de Invierno
- Centro Deportivo Juan Carlos Beiro

## Otros organismos
- Consorcio para la Gestión del Museo Etnográfico de Grandas de Salime
- Academia de la Lengua Asturiana: Xosé Antón González Riaño
- Real Instituto de Estudios Asturianos: Ramón Rodríguez Álvarez
- Secretariado del Real Instituto de Estudios Asturianos
- Patronato Real de la Gruta y Sitio de Covadonga

## Fundaciones
- Fundación LABoral Centro de Arte y Creación Industrial
- Fundación Centro Cultural Internacional Oscar Niemeyer